# Steve Pisarkiewicz
Stephen John Pisarkiewicz (Florissant, 10 novembre 1953) è un ex giocatore di football americano statunitense che ha militato nel ruolo di quarterback nella National Football League (NFL), nella Canadian Football League (CFL), nella United States Football League (USFL) e nella Liga Nacional de Fútbol Americano (LNFA).

## Carriera
Al college Pisarkiewicz giocò a football all'Università del Missouri. Fu scelto come diciannovesimo assoluto nel Draft NFL 1977 dai St. Louis Cardinals, dietro insistenza del proprietario Bill Bidwill. Nelle previsioni della squadra avrebbe dovuto essere l'erede dell'ormai anziano Jim Hart, ma non riuscì a guadagnare la fiducia dell'allenatore Bud Wilkinson e disputò solo quattro gare come titolare durante la sua permanenza a St. Louis. In seguito disputò una partita con i Green Bay Packers nel 1980.
Nel 1982 Pisarkiewicz firmò con i Winnipeg Blue Bombers della CFL. Anche lì però le sue opportunità furono limitate, facendo presto ritorno in patria.
Pisarkiewicz trascorse la stagione 1983 con i Philadelphia Stars della USFL, ma giocò sporadicamente. In seguito fu sospeso per due anni dalla lega dopo essere stato dichiarato colpevole di condotta indecente a Clayton, Missouri. Il resto della carriera lo disputò nelle leghe europee, fino al 1990.